# Dissodactylus lockingtoni
Dissodactylus lockingtoni is een krabbensoort uit de familie van de Pinnotheridae. De wetenschappelijke naam van de soort is voor het eerst geldig gepubliceerd in 1935 door Glassell.